# Как творить историю
«Как творить историю» (англ. Making History) — фантастический роман английского писателя Стивена Фрая в жанре альтернативной истории и социальной сатиры. Написан в 1996 году, первое издание вышло в английском издательстве «Random House». Русский перевод выполнен Сергеем Ильиным, впервые опубликован издательством «Фантом Пресс» в 2005 году. В 1998 году книга получила премию Sidewise Award for Alternate History.

## Сюжет
Аспирант Кембриджского университета Майкл Янг пишет диссертацию, посвящённую истокам нацизма, в частности, юности Гитлера. Первые главы романа (они же — выдержки из диссертации Майкла) перемежаются флэшбэками из юности матери Адольфа Гитлера Клары и  его самого.
Майкл знакомится с пожилым профессором физики Лео Цуккерманом, который, несмотря на фамилию, не еврей, а сын немецкого врача Дитриха Йозефа Бауэра, служившего в немецких концлагерях и ставившего эксперименты над заключёнными. Аксель Бауэр (так на самом деле зовут Лео Цуккермана) изобрёл устройство, которое может перемещать материальные объекты во времени. С помощью этой машины времени он собирался уничтожить Гитлера, но не решился. Вспомнив, что его девушка, генетик, проводит испытания препарата, полностью стерилизующего мужчину, Майкл крадёт из лаборатории несколько экспериментальных образцов и с помощью устройства Бауэра-Цуккермана переносит их в водопровод города Браунау и в дом родителей Гитлера.
История меняется, и Майкл попадает в альтернативное настоящее. После короткой потери памяти он понимает, что эксперимент удался и история изменилась. Это подтверждает и то, что его новый товарищ Стив не знает, кто такой Гитлер. Скоро Майкл понимает, что нацистская партия в Германии всё же пришла к власти, но во главе с другим фюрером — Рудольфом Глодером. Рудольф Глодер упоминается во флэшбэках в первой части книги как крайне обаятельный и талантливый сослуживец Гитлера. Во главе с новым, крайне расчётливым и проницательным лидером нацистская партия откладывает уничтожение евреев, и с помощью еврейских учёных Германия первая изобретает атомную бомбу и немедленно уничтожает Москву и Ленинград. Далее следуют бескровная капитуляция европейских правительств и образование Единого европейского государства. Геноцид евреев происходит, но позже, в особом гетто, созданном на территории Восточной Европы, где евреев стерилизуют водой, содержащей спермициды, из водопровода Браунау (городка, в котором должен был родиться Гитлер). Майкл оказывается гражданином США, куда его родители эмигрируют после прихода к власти Глодера. Так как Соединённые Штаты долгое время находятся под угрозой ядерной войны с Германией, в стране царят милитаристские настроения. По этой же причине Ричард Никсон избирается президентом США на три срока, борьба за права меньшинств проваливается, чернокожие американцы ограничены в правах, а гомосексуализм считается серьёзным преступлением.
Чтобы исправить ситуацию, Майкл находит профессора Акселя Бауэра, который эмигрировал в США, узнав, что его отец был изобретателем вещества, которое помогло уничтожить евреев. Пообщавшись с Акселем, Майкл решает завалить водопровод Браунау  крысиными трупами, чтобы санитарные службы города объявили карантин, что  не позволило бы отцу Адольфа Гитлера, Алоизу,  выпить воды и стерилизоваться.  Из-за странного поведения и британского акцента Майкл становится объектом интереса американских спецслужб, которые в последний момент перед операцией всё же докапываются до героев, однако Стив успевает нажать на кнопку старта и умирает у Майкла на руках, получив смертельное ранение. Эксперимент удается, главный герой благополучно переносится в нашу реальность и снова встречает там Стива. То есть всё, как говорится, возвращается на круги своя. Альтернативная история не состоялась.
Герои флэшбэков (Ганц Менд, Эрнст Шмидт, Игнац Бестенкиршер, Гуго Гутман, полковник Балиганд и т. д.) в юные годы Гитлера являются реальными персонажами — однополчанами Адольфа Гитлера. Вымышленным персонажем является только Рудольф Глодер. История жизни доктора Дитриха Йозефа Бауэра во многом перекликаются с жизнью его реально существовавшего учителя доктора Иоганна Пауля Кремера.

## Отзывы критики
Константин Мильчин в обзоре новинок 2005 года пишет: 
...в итоге все сводится к нехитрой мысли, что ход истории необратим и что, если не родится один маньяк, на том же месте и в той же роли окажется другой. Теоретическая часть романа оставляет желать лучшего, зато художественная заслуживает всяческих похвал.

Дина Гусейнова отмечает, что мотивом героя менять историю (особенно во второй раз — обратно к Гитлеру) не в последнюю очередь является его сексуальная ориентация: 
Парадоксальным образом, в истории оказывается, что без Гитлера всё стало ещё хуже. Без Гитлера даже гомофобия в Америке принимает более зловещие формы, чем в “реальные” 1960-е годы. Поэтому Гитлера в итоге опять возвращают истории.

Ей вторит Лиза Новикова, подчёркивая удавшееся автору описание различий между американцами и англичанами: 
Разницу между героем-англичанином и героем-американцем Фрай прописывает с особым удовольствием. В конце концов оказывается, что весь этот огород с Гитлером городили лишь для того, чтобы герой разобрался со своей сексуальной ориентацией.
Галина Леонидовна Юзефович связывает историю создания романа с историей семьи самого Стивена Фрая:
В одном из интервью Фрай рассказал, что в детстве мать показывала ему старые семейные фотографии и про многих из запечатленных на них людей говорила: «Их убил Гитлер». Тогда маленькому Стивену виделся злобный усатый ефрейтор, собственноручно убивающий его родных, и лишь много лет спустя он задумался о мере личной ответственности Гитлера за их смерть, а также о роли личности в истории вообще. Результатом этих размышлений стала буквальная реализация известного анекдота про пессимиста и оптимиста («Хуже не бывает!» – «Что вы, бывает-бывает!») – умная, смешная и очень страшная книга о том, что значение конкретной персоналии в истории ничтожно и что любой – даже самый жуткий сценарий – неизбежно предполагает ещё худший.
Линда Бакли-Арчер из The Guardian поставила этот роман на восьмое место в десятке лучших романов с путешествиями во времени.